# Jūb Shaleh
Jūb Shaleh (persiska: جوب شله, چوب شله, Chūb Shaleh) är en ort i Iran.   Den ligger i provinsen Ilam, i den västra delen av landet, 500 km sydväst om huvudstaden Teheran. Jūb Shaleh ligger 759 meter över havet och antalet invånare är 167.
Terrängen runt Jūb Shaleh är huvudsakligen kuperad, men åt nordväst är den platt. Jūb Shaleh ligger nere i en dal. Runt Jūb Shaleh är det ganska glesbefolkat, med 39 invånare per kvadratkilometer. Närmaste större samhälle är Lūmār, 5,8 km söder om Jūb Shaleh. Omgivningarna runt Jūb Shaleh är i huvudsak ett öppet busklandskap.